# Albán Demokrata Párt
Albán Demokrata Párt (albánul Partia Demokratike e Shqipërisë) politikai párt Albániában. Hagyományosan Albánia két legfőbb pártjának egyike az Albán Szocialista Párttal együtt. Elnöke Lulzim Basha, parlamenti frakcióvezetője Edmond Spaho. A pártot 1990-ben alapították meg, szavazóinak többsége az Enver Hoxha diktátor rezsimje által üldözöttekből állt. A Sali Berisha vezette Demokrata Párt összesen 13 éven át irányította az országot.
Nemzetközi kapcsolatok terén az Albán Demokrata Párt az Európai Néppárt társult tagja és a Nemzetközi Demokrata Szövetség teljes jogú tagja. Ifjúsági szárnya, a Forumi Rinor i Partise Demokratike Albánia egyik legnagyobb ifjúsági szervezete, amely jelentős befolyással bír a helyi politikában, és 1997-ben alapító tagja volt az Európai Néppárt Fiataljai nevű szervezetnek.

## Választási eredmények
| év   | szavazatarány | mandátumszám | szavazatszám | státusz     |
| ---- | ------------- | ------------ | ------------ | ----------- |
| 1991 | 38, 7         | 75           | 720 948      | ellenzék    |
| 1992 | 57,3          | 92           | 1046 193     | kormánypárt |
| 1996 | 55,2          | 122          | 914 218      | kormánypárt |
| 1997 | 24,1          | 40           | 315 677      | ellenzék    |
| 2001 | 36,9          | 46           | 494 272      | ellenzék    |
| 2005 | 44,1          | 56           | 602 066      | kormánypárt |
| 2009 | 40,2          | 68           | 610 463      | kormánypárt |
| 2013 | 30,6          | 50           | 528 373      | ellenzék    |
| 2017 | 28,8          | 43           | 427 778      | ellenzék    |
| 2021 | 39,4          | 59           | 622 234      | ellenzék    |